# Nauru House

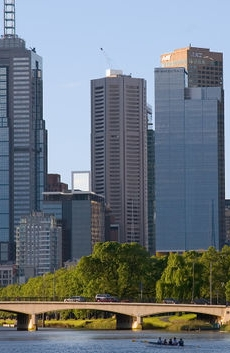
Nauru House en Melbourne.

La Nauru House (también llamada calle Collins 80) es un edificio de 52 pisos y 190 metros de altura situado en Melbourne, Australia. Cuando se construyó fue el edificio más alto de Melbourne, siendo sobrepasado por otras edificaciones más tarde. Es de planta octagonal, y su fachada es de aluminio.
Fue construido como parte de un plan de inversión del gobierno de Nauru por la venta de fosfatos de este país, pero ahora lo posee la corporación de inversión de Queensland.
Fue construido entre 1972 y 1977.